# Aude
Aude (wymowaⓘ) – francuski departament położony w regionie Oksytania. Utworzony został podczas rewolucji francuskiej 4 marca 1790. Departament oznaczony jest liczbą 11.
Według danych na rok 2010 liczba zamieszkującej departament ludności wynosi 356 467 os. (58  os./km²); powierzchnia departamentu to 6139 km². Ośrodkiem administracyjnym (prefekturą) departamentu jest Carcassonne, a największym miastem – Narbona.
W 2023 roku w skład departamentu wchodziły 433 gminy (lista).

## Miejscowości
Największe miejscowości departamentu (w nawiasach liczba ludności w 2021 roku):

- Narbona (Narbonne, 56 395)
- Carcassonne (46 218)
- Castelnaudary (12 448)
- Lézignan-Corbières (10 952)
- Limoux (10 302)
- Port-la-Nouvelle (5905)
- Coursan (5751)
- Sigean (5583)
- Trèbes (5416)
- Gruissan (5096)
- Leucate (4550)
- Villemoustaussou (4468)
- Cuxac-d’Aude (4061)
- Fleury (3896)
- Salles-d’Aude (3250)
- Bram (3239)
- Quillan (3066)
- Sallèles-d’Aude (3064)
- Pennautier (2795)
- Vinassan (2671)
- Palaja (2594)
- Conques-sur-Orbiel (2575)
- Ouveillan (2554)
- Argeliers (2142)
- Saint-Nazaire-d’Aude (2091)
- Moussan (2066)
- Montréal (2048)
- Saint-Marcel-sur-Aude (2027)